# Nur für Dich (1952)
Nur für Dich (Originaltitel Just for You) ist eine US-amerikanische Filmkomödie von 1952 unter der Regie von Elliott Nugent, der hier letztmals Regie bei einem Kinofilm führte. Die Hauptrollen sind besetzt mit Bing Crosby, Jane Wyman, Robert Arthur, Natalie Wood und Ethel Barrymore. Der Film war in der Kategorie „Bester Song“ für einen Oscar nominiert.
Die Filmhandlung basiert auf der Kurzgeschichte Famous von Stephen Vincent Benét, veröffentlicht im August 1942 in Good Housekeeping.

## Handlung
Der Broadway-Produzent Jordan Blake ist sehr beschäftigt, was zu Lasten seiner Kinder Jerry und Barbara geht. Das ist für die Kinder um so schmerzlicher, da ihre Mutter nicht mehr lebt. So ist ihm auch nicht aufgefallen, dass sein inzwischen 18-jähriger Sohn Jerry kein Kind mehr ist und seine 14-jährige Tochter Barbara mit ihrer derzeitigen Situation auch nicht gerade glücklich ist. Als sich Jerry dann auch noch in Carolina Hill verliebt, die Hauptdarstellerin aus Blakes derzeit produzierten Stück, für die Jordan Blake ebenfalls Gefühle hat und mit der er inzwischen zusammen ist, vereinfacht das die Situation nicht gerade. Anfangs weiß weder Jordan, dass es sich bei der Frau, von der sein Sohn ihm erzählt, dass er sich verliebt habe, um Carolina handelt, noch ahnt Jerry, dass Carolina die Frau ist, die sein Vater zu heiraten gedenkt.
Gut ist es, dass es Alida De Bronkhart gibt, die stets eine Lösung für schwierige Probleme parat hat. Die ältere Dame führt St. Hilary’s, eine exklusive Mädchenschule. Dorthin würde Barbara gern wechseln. Allerdings schämt Barbara sich wegen des Berufs ihres Vaters in der Unterhaltungsbranche, da sie weiß, dass etliche hochnäsige Schülerinnen und deren Eltern auf Leute vom Showbusiness herabschauen. Sie hat dies schon öfter erfahren müssen. Erst einmal sorgt jedoch Carolina dafür, dass Jordan mit seinen Kindern in ein Bergresort fährt, um dort Zeit mit ihnen zu verbringen. Das Resort ist mehr zufällig nicht weit von der Schule entfernt, in der seine Tochter gern ihren Abschluss machen würde. Jordan spricht ausgerechnet Alida De Bronkhart an, die er für eine ganz andere Person hält, um zu erfahren, wie man es am besten schaffe, in die exklusive Schule aufgenommen zu werden. Alida lädt Jordan und seine Tochter daraufhin zu einem bevorstehenden Sommertee ein. Dort trägt Jordan zur Bestürzung von Barbara eine seiner alten Varietémelodien vor. Sie ist sich sicher, dass ihre Chancen, in die Schule aufgenommen zu werden, damit rapide gesunken sind. Weinend rennt sie von der Party weg. Alida De Bronkhart gibt sich Jordan gegenüber zu erkennen und versichert ihm, dass seine Tochter aufgenommen werde.
Carolina gelingt es zwar, offen mit dem jungen Jerry über dessen Verliebtheit zu sprechen. Sie verschlimmert die Situation allerdings unbeabsichtigt, als sie ihm von ihren Heiratsabsichten erzählt und Jerry daraufhin glaubt, sie meine ihn. Carolina wiederum glaubt, er habe verstanden und beruhigt Jordan, indem sie ihm erzählt, Jerry habe einer Verbindung zwischen ihnen beiden zugestimmt. Es gibt daraufhin ein Hin- und Her zwischen Carolina und Jerry, das Carolina klarmacht, wie Jerry ihre Angabe hinsichtlich einer bevorstehenden Heirat gedeutet hat. Sie erzählt ihm nun, dass sie nicht in ihn, sondern einen anderen Mann verliebt sei, will aber dessen Namen nicht nennen. Da Jerry nun völlig neben sich steht, versucht Jordan ihn zu trösten und bietet ihm an, sein neuestes Lied, das wirklich gut ist, zu veröffentlichen. Jerry träumt davon Komponist zu werden. Jerry lehnt die Annäherungsversuche seines Vaters jedoch ab und ist kurz darauf völlig am Boden zerstört, als er von seiner Schwester erfährt, dass sie im Radio die Nachricht von der Verlobung des Vaters mit Barbara gehört habe. Jerry rennt daraufhin weg und meldet sich bei der Air Force. Monate später beginnt Jordan, um sich mit seinem Sohn zu versöhnen, eine USO-Tournee und landet bei Jerrys Stützpunkt in Alaska. Ohne zu wissen, dass sein Sohn im Publikum ist, hält Jordan eine bewegende Rede über die Schwierigkeiten, denen Eltern bei der Erziehung ihrer Kinder ausgesetzt sind. Als kurz darauf sowohl Jerry als auch Carolina an seiner Seite erscheinen, ist seine Freude groß. 
Letztendlich kommt es wie es kommen muss, aus Jordan Blake, seinen Kindern Jerry und Barbara, sowie Carolina Hill wird doch noch eine Familie.

## Produktion

### Produktionsnotizen
Der von Paramount Pictures Corp. produzierte Film wurde im Zeitraum 22. Oktober bis 20. Dezember 1951 am Lake Arrowhead in den San Bernardino Mountains in Südkalifornien sowie in den Paramount Studios in Hollywood gedreht. Der Arbeitstitel des Films lautete Famous.
Roland Anderson und Hal Pereira gestalteten das Szenenbild im künstlerischen Bereich, Sam Comer und Ray Moyer im Bereich Set-Decoration. Das Kostümdesign oblag Edith Head, für Make-up und Maske war Wally Westmore zuständig. Die visuellen Effekte stammten von Farciot Edouart, Gordon Jennings und Paul K. Lerpae. Im Musikbereich waren Joseph J. Lilley, Emil Newman und Van Cleave tätig. Die Choreographie lag bei Helen Tamiris und James Vincent.
Es hieß, dass ursprünglich Judy Garland die weibliche Hauptrolle habe spielen sollen, sich aber dagegen entschieden habe.

### Soundtrack
Wenn nicht anders angegeben, stammt die Musik zu den einzelnen Titeln von Harry Warren und der Text von Leo Robin.
- Call Me Tonight, vorgetragen von Bing Crosby mit teilweiser Unterstützung durch Robert Arthur
- Checkin’ My Heart, vorgetragen von Jane Wyman
- A Flight of Fancy, instrumental gespielt mit einem Outtake von Bing Crosby
- He’s Just Crazy for Me, vorgetragenv on Jane Wyman
- I’ll Si-Si Ya in Bahia, vorgetragen von Bing Crosby
- Just for You, vorgetragen von Bing Crosby
- The Live Oak Tree, vorgetragen von Bing Crosby und Schulmädchen
- The Maiden of Guadalupe, vorgetragen von Jane Wyman
- The Ol’ Spring Fever, gepfiffen von Bing Crosby mit einem Outtake des Sängers
- On the 10:10 (From Ten-Ten-Tennessee), vorgetragen von Bing Crosby und Ben Lessy
- Zing a Little Zong, tanzend vorgetragen von Bing Crosby und Jane Wyman begleitet von einer Jazzband
- Zin Zin Zin, Text von Alfredo Testoni, gesungen von Flo Sandon’s

### Veröffentlichung
Premiere hatte der Film am 17. September 1952 in Los Angeles in den Vereinigten Staaten. Im Vereinigten Königreich wurde er am 29. September 1952 vorgestellt und in New York am 8. Oktober 1952. Veröffentlicht wurde er im Jahr 1953 sodann in Australien, Dänemark, Frankreich, Schweden, in Johannesburg, Durban und Kapstadt in Südafrika, in Argentinien und Finnland und im Jahr 1954 in Portugal. Veröffentlicht wurde der Film zudem in Brasilien, Griechenland, Italien und in Norwegen. In der Bundesrepublik Deutschland wurde der Film erstmals am 7. Mai 1953 vorgestellt und in Österreich im September 1953.

## Rezeption

### Kritik
Bosley Crowther befasste sich in der New York Times mit dem Film und meinte, es sei bemerkenswert, dass Crosby in dieser musikalischen Komödie einen Vater spiele, der Probleme mit seinem Vater habe. Er erscheine feierlich, gütig aber auch ängstlich als ergrauender verwitweter Vater, der hin- und hergerissen sei in seiner Zuneigung zu der von Jane Wyman gespielten Figur und der Fürsorge für seinen 18-jährigen Sohn, der sich in die Frau verliebe, die auch er begehre. Der Film müsse jedoch scheitern, weil er keine klare Regie habe und auch das Drehbuch mangelhaft sei. Die Inszenierung und das Tempo von Elliott Nugent seien ebenso starr und uninspiriert wie die steife und konventionelle Handlung, die das Drehbuch vorgebe. Die Musik und die Gesangsnummern seien zwar angenehm, aber nichts, das die Leinwand zum Brennen bringe. Das beste Stück von allen sei Zing a Little Zong von Mr. Crosby und Miss Wyman auf ihre besondere Art dargeboten. Auch habe eine große Tanzproduktionsnummer zu einer spanischen Serenade in Technicolor einen starken visuellen Stil und eine große Lebendigkeit.
Craig Butlers Bewertung bei allmovie fiel positiver aus als die von Bosley Crowther. Er schrieb, dies sei eine fesselnde kleine Song- und Tanzkomödie, die sowohl Fans von Bing Crosby und Jane Wyman gefallen werde als auch Musikliebhabern, die etwas abseits der ausgetretenen Pfade suchten. Wer jedoch ein Musical wolle, bei dem die Lieder ausschlaggebend für die Handlung seien, werde enttäuscht sein. Da der Löwenanteil der Songs bei Crosby und Wyman liege, seien sie aber auf jeden Fall gut gemacht. Das Drehbuch sei eher oberflächlich, im Großen und Ganzen funktionierten die Szenen jedoch und erfüllten ihren Zweck, ohne allerdings wirklich dramatische Wirkung zu erzielen. Neben den Stars gebe es noch Ethel Barrymore in einer ihrer typischen Szenendiebstahlauftritte sowie die hervorragende Arbeit von Natalie Wood und Robert Arthur. Besetzung und musikalische Einlagen sorgten mit den beeindruckenden Farben und den schicken Kostümen dafür, das Just for You über Wasser bleibe und einen Besuch wert sei.
Paul Mavis von DVD Talk war der Meinung Just for You sei ein leichtes, völlig vertrautes, aber nicht weniger unterhaltsames Backstage-Musikdrama, das völlig frei von gewichtigen Subtexten sei, wie sie in Here Comes the Groom, ebenfalls mit Bing Crosby und Jane Wyman, (kaum) angedeutet würden. Die Musiknummern seien größtenteils zurückhaltend und präsentativ (nur die mexikanische Ballettsequenz wirke übertrieben und daher unangebracht) und synchron mit dem Rest des Films und seien so natürlich wie möglich inszeniert. Die Filmhandlung sei völlig vorhersehbar und nichts darin sei überraschend. Das Können und die vollkommene Leichtigkeit der Hauptdarsteller vermittelten dem Ganzen aber eine beeindruckende Souveränität, die bewundernswert sei, obwohl der Stoff dürftig sei. Ethel Barrymore spiele hier die undankbare Rolle einer Schulleiterin, die aus unerklärlichen Gründen bestrebt sei, die Exklusivität ihrer Schule abzustreifen. Die junge Natalie Wood sei eifrig bemüht, während Robert Arthur den verletzten jugendlichen Stolz ganz gut rüberbringe. Crosby spiele etwas zu oberflächlich, so wie er viele seiner Rollen gespielt habe. Er sei viel lebhafter, wenn er mit Jane Wyman zusammen auftrete, deren wissende Verspieltheit sich erneut als idealer Kontrapunkt zu Bings unbekümmerter Sorglosigkeit erweise. Insgesamt entfalte Just for You eine erfreuliche Wirkung.
Laura Grieve befasste sich auf der Seite Laura’s Miscellaneous Musings ebenfalls sowohl mit Here Comes the Groom wie auch mit Just for You und bezeichnete Just for You als ihren Favoriten. Der Film verfüge über eine wunderbare Besetzung, einen angenehmen Warren-Robin-Soundtrack, zu dem auch der Oscar-nominierte Song Zing a Little Zong gehörten und etliche wunderschöne Aufnahmen von den Dreharbeiten am Lake Arrowhead in Kalifornien. All dies und der beliebte Regis Toomey in einer kleinen Rolle als Bings Butler sorgten für einen unterhaltsamen Film. Wyman liefere hier eine ihrer sympathischsten Darstellungen als fröhlicher, selbstbewusster Musicalstar, der das Beste für Bing und seine Kinder wolle. Und auch in ihren Kostümen mache sie eine beeindruckende Figur. Alles in allem sei Just for You ein angenehmer Film, der den Begriff ‚Familienunterhaltung‘ auf den Punkt bringe.
Kendahl Cruver verfasste eine Kritik für Watching Classic Movies und stellte ebenfalls fest, dass er Just for You gegenüber Here Comes the Groom favorisiere. Die Lieder seien etwas lustiger und Crosby und Wyman würden von der überaus sympathischen Natalie Wood in der Rolle der Teenager-Tochter und Ethel Barrymore als Schulleiterin einer exklusiven Mädchenschule unterstützt. Cruver, der seinerzeit nach dem Ansehen des Films ein Interview mit Robert Arthur geführt hatte, meinte, er sei aufgrund dessen etwas voreingenommen, aber er möge Arthur in diesem Film, in dem er Crosbys Sohne spiele, besonders. Es sei eine Schande, dass Arthur nicht mehr bedeutende Rollen zugewiesen worden seien, denn er verfüge über Sensibilität und eine Art, anderen Schauspielern wirklich zuhören zu können, was seiner Leinwandpräsenz eine große Wärme verleihe. Arthur habe ihm in dem Interview auch erzählt, dass er ursprünglich die romantische Titelmelodie habe singen sollen, Crosby jedoch gewusst habe, welche Wirkung das Lied erziele, und ihm gesagt habe, dass er es nicht haben könne. Das sei eine Schande, aber auch ein verständlicher Schachzug eines Stars, der offensichtlich nicht zulassen wollte, dass ein jüngerer Schauspieler ihm die Show stiehlt. Alles in allem, sei dies ein guter Film [Doppelfilm] für Crosby-Komplettisten und begeisterte Musikliebhaber, der wahrscheinlich auch für die meisten anderen Filmklassiker-Fans eine gewisse Anziehungskraft habe.
In der Variety fiel die Bewertung sehr gut aus. Dort hieß es: Just for You, ein Musical von Bing Crosby-Jane Wyman, hat eine mitreißende, melodische Partitur von Harry Warren und Leo Robin und eine logische Geschichte, die von einer guten Besetzung gut gespielt wird.
Der Filmdienst/Lexikon des Internationalen Films erklärte lapidar: „Hollywood-Familienkomödie mit effektvollen Musik- und Showelementen, ganz zugeschnitten auf den Star Bing Crosby.“

### Auszeichnung
Oscarverleihung 1953: Harry Warren (Musik) und Leo Robin (Text) erhielten für ihren für den Film geschriebenen Song Zing a Little Zong in der Kategorie „Bester Song“ eine Oscar-Nominierung, mussten sich jedoch Dimitri Tiomkin und Ned Washington und deren Lied High Noon (Do Not Forsake Me) für den Film Zwölf Uhr mittags geschlagen geben.

### Nachwirkung
Jane Wyman nahm ihre Rolle in einer Ausstrahlung der Geschichte für Lux Radio Theatre erneut auf, Dick Haymes übernahm die Rolle, die Bing Crosby im Film spielt.